# Једна битка за другом
Једна битка за другом (енгл. One Battle After Another) је предстојећи амерички криминалистички трилер из 2025. године, режисера, сценаристе и ко-продуцента Пола Томаса Андерсона, заснован на роману Vineland Томаса Пинчона. Главне улоге у филму тумаче Леонардо Дикаприо, Реџина Хол, Шон Пен, Алана Хаим, Тејана Тејлор, Вуд Харис, Бенисио дел Торо и Шејна Макхејл.
Изаћи ће 26. септембра 2025. године.

## Улоге
| Глумац            | Улога |
| ----------------- | ----- |
| Леонардо Дикаприо |       |
| Реџина Хол        |       |
| Шон Пен           |       |
| Алана Хаим        |       |
| Тејана Тејлор     |       |
| Вуд Харис         |       |
| Бенисио дел Торо  |       |
| Шејна Макхејл     |       |